# Палажа
Палажа́ (фр. Palaja) — коммуна во Франции, находится в регионе Лангедок — Руссильон. Департамент коммуны — Од. Входит в состав кантона Восточный Каркасон. Округ коммуны — Каркасон.
Код INSEE коммуны — 11272.

## Население
Население коммуны на 2008 год составляло 2150 человек.
| 1962 | 1968 | 1975 | 1982 | 1990 | 1999 | 2008 |
| ---- | ---- | ---- | ---- | ---- | ---- | ---- |
| 250  | 269  | 585  | 1017 | 1503 | 1851 | 2150 |

## Экономика
В 2007 году среди 1421 человека в трудоспособном возрасте (15—64 лет) 1067 были экономически активными, 354 — неактивными (показатель активности — 75,1 %, в 1999 году было 73,2 %). Из 1067 активных работали 987 человек (509 мужчин и 478 женщин), безработных было 80 (35 мужчин и 45 женщин). Среди 354 неактивных 125 человек были учащимися или студентами, 144 — пенсионерами, 85 были неактивными по другим причинам.

## Достопримечательности
- Церковь Сент-Этьенн
- Башня Казабан
- Гончарная фабрика (в 1963 году здание занесено в список исторических памятников)